# گوتو ۲۶۲۱
سیارک ۲۶۲۱ (به انگلیسی: 2621 Goto، نامگذاری:1981CA) دو هزار و ششصد و بیست و یکمین سیارک کشف شده‌است که در ۹ فوریه ۱۹۸۱ کشف شد.
قدر مطلق سیارک برابر ۱۰٫۷۰ است.